# Stipa sareptana
Stipa sareptana là một loài thực vật có hoa trong họ Hòa thảo. Loài này được Beck miêu tả khoa học đầu tiên năm 1882.